# Coracopsis nigra
El loro negro (Coracopsis nigra) es una especie de ave psitaciforme de la familia Psittrichasiidae nativa de las Comores, Madagascar, Mayotte y Seychelles. Es una de las dos especies del género Coracopsis, junto al loro vasa (C. vasa), aunque la subespecie C. n. barklyi, de Seychelles, a veces se separa como una tercera especie.
El loro negro habita en los manglares y bosques tropicales de Madagascar y las Seychelles. Se alimenta de semillas, brotes y frutos, especialmente bayas y mangos.

## Descripción

Ejemplar en Madagascar.

El loro negro mide alrededor de 35 cm de largo. Su plumaje es casi en su totalidad de color negro, salvo la parte inferior de la cola que es algo más grisácea y un borde fino en el extremo de las rémiges que es gris. Su cola es ancha y redondeada. Presenta un anillo ocular negruzco y el iris de sus ojos es pardo oscuro. Su robusto pico suele ser de tonos gris claro y está muy curvado hacia abajo. Presenta iridiscencias verdes durante la época ce cría, especialmente en la cabeza. Además el pico de los machos se vuelve blanco durante esta temporada.
Empieza su época de cría en febrero. Anida en las cavidades de los árboles. 

## Taxonomía
El loro negro fue una de las muchas especies descritas por Linneo en su obra del siglo XVIII, Systema Naturae, entonces se le dio el nombre científico de Psittacus niger, que en latín significa «loro negro». Posteriormente se trasladó al género Coracopsis en 1826. Coracopsis es uno de los dos géneros, junto a Psittrichas, de una reducida familia de psittaciformes, Psittrichasiidae, que a su vez se integra en la superfamilia de los loros típicos, Psittacoidea.
Suelen reconocerse tres o cuatro subespecies en las distintas clasificaciones:
- Coracopsis nigra, (Linnaeus) 1758
  - Coracopsis nigra libs, Bangs 1927[6][7]
  - Coracopsis nigra nigra, (Linnaeus) 1758[6][7]
  - Coracopsis nigra sibilans, Milne-Edwards & Oustalet 1885[6][7]
  - Coracopsis nigra barklyi, Newton 1867[7]

Algunos taxónomos consideran que Coracopsis nigra sibilans y Coracopsis nigra barklyi son una sola subespecie.
Un estudio genético de 2011 situó al extinto loro de las Mascareñas de Reunión entre las subespecies del loro negro, y por lo tanto no estaba emparentado con las cotorras de Psittacula como se creía. Se descubrió que el linaje del loro de las Mascareñas se separó hace entre 4,6 y 9 millones de años, antes de la formación de la isla de Réunion, lo que indicaba que debía haber ocurrido en alguna otra parte. El cladograma que se realizó en este estudio es el siguiente:

|  | Coracopsis vasa drouhardii (oeste de Madagascar) |
|  |                                                  |
|  | Coracopsis vasa vasa (este de Madagascar)        |
|  |                                                  |

|  | Coracopsis nigra siblans (Comores)                                                                                    |
|  | |
|  | \| \| Coracopsis nigra (este de Madagascar) \| \| \| \| \| \| Coracopsis nigra libs (oeste de Madagascar) \| \| \| \| |
|  | |
|  | Coracopsis nigra (este de Madagascar)                                                                                 |
|  | |
|  | Coracopsis nigra libs (oeste de Madagascar)                                                                           |
|  | |

|  | Coracopsis nigra (este de Madagascar)       |
|  |                                             |
|  | Coracopsis nigra libs (oeste de Madagascar) |
|  |                                             |

|  | Coracopsis nigra siblans (Comores)                                                                                    |
|  | |
|  | \| \| Coracopsis nigra (este de Madagascar) \| \| \| \| \| \| Coracopsis nigra libs (oeste de Madagascar) \| \| \| \| |
|  | |
|  | Coracopsis nigra (este de Madagascar)                                                                                 |
|  | |
|  | Coracopsis nigra libs (oeste de Madagascar)                                                                           |
|  | |

|  | Coracopsis nigra (este de Madagascar)       |
|  |                                             |
|  | Coracopsis nigra libs (oeste de Madagascar) |
|  |                                             |

|  | Coracopsis nigra siblans (Comores)                                                                                    |
|  | |
|  | \| \| Coracopsis nigra (este de Madagascar) \| \| \| \| \| \| Coracopsis nigra libs (oeste de Madagascar) \| \| \| \| |
|  | |
|  | Coracopsis nigra (este de Madagascar)                                                                                 |
|  | |
|  | Coracopsis nigra libs (oeste de Madagascar)                                                                           |
|  | |

|  | Coracopsis nigra (este de Madagascar)       |
|  |                                             |
|  | Coracopsis nigra libs (oeste de Madagascar) |
|  |                                             |

|  | Coracopsis nigra siblans (Comores)                                                                                    |
|  | |
|  | \| \| Coracopsis nigra (este de Madagascar) \| \| \| \| \| \| Coracopsis nigra libs (oeste de Madagascar) \| \| \| \| |
|  | |
|  | Coracopsis nigra (este de Madagascar)                                                                                 |
|  | |
|  | Coracopsis nigra libs (oeste de Madagascar)                                                                           |
|  | |

|  | Coracopsis nigra (este de Madagascar)       |
|  |                                             |
|  | Coracopsis nigra libs (oeste de Madagascar) |
|  |                                             |

|  | Coracopsis vasa drouhardii (oeste de Madagascar) |
|  |                                                  |
|  | Coracopsis vasa vasa (este de Madagascar)        |
|  |                                                  |

|  | Coracopsis nigra siblans (Comores)                                                                                    |
|  | |
|  | \| \| Coracopsis nigra (este de Madagascar) \| \| \| \| \| \| Coracopsis nigra libs (oeste de Madagascar) \| \| \| \| |
|  | |
|  | Coracopsis nigra (este de Madagascar)                                                                                 |
|  | |
|  | Coracopsis nigra libs (oeste de Madagascar)                                                                           |
|  | |

|  | Coracopsis nigra (este de Madagascar)       |
|  |                                             |
|  | Coracopsis nigra libs (oeste de Madagascar) |
|  |                                             |

|  | Coracopsis nigra siblans (Comores)                                                                                    |
|  | |
|  | \| \| Coracopsis nigra (este de Madagascar) \| \| \| \| \| \| Coracopsis nigra libs (oeste de Madagascar) \| \| \| \| |
|  | |
|  | Coracopsis nigra (este de Madagascar)                                                                                 |
|  | |
|  | Coracopsis nigra libs (oeste de Madagascar)                                                                           |
|  | |

|  | Coracopsis nigra (este de Madagascar)       |
|  |                                             |
|  | Coracopsis nigra libs (oeste de Madagascar) |
|  |                                             |

|  | Coracopsis nigra siblans (Comores)                                                                                    |
|  | |
|  | \| \| Coracopsis nigra (este de Madagascar) \| \| \| \| \| \| Coracopsis nigra libs (oeste de Madagascar) \| \| \| \| |
|  | |
|  | Coracopsis nigra (este de Madagascar)                                                                                 |
|  | |
|  | Coracopsis nigra libs (oeste de Madagascar)                                                                           |
|  | |

|  | Coracopsis nigra (este de Madagascar)       |
|  |                                             |
|  | Coracopsis nigra libs (oeste de Madagascar) |
|  |                                             |

|  | Coracopsis nigra siblans (Comores)                                                                                    |
|  | |
|  | \| \| Coracopsis nigra (este de Madagascar) \| \| \| \| \| \| Coracopsis nigra libs (oeste de Madagascar) \| \| \| \| |
|  | |
|  | Coracopsis nigra (este de Madagascar)                                                                                 |
|  | |
|  | Coracopsis nigra libs (oeste de Madagascar)                                                                           |
|  | |

|  | Coracopsis nigra (este de Madagascar)       |
|  |                                             |
|  | Coracopsis nigra libs (oeste de Madagascar) |
|  |                                             |

Otro grupo de científicos reconoció posteriormente el hallazgo, pero señaló que la muestra podría haber estado deteriorada, y que era necesario realizar más pruebas antes de que resolver el tema por completo. Además apuntaron que si se confirmaba que Mascarinus debía incluirse en el género Coracopsis, este último nombre es menos antiguo y deberían todos denominarse por el primero que es más antiguo. Hume expresó su sorpresa por este descubrimiento, por las similitudes anatómicas que presentaba el loro de las Mascareñas con las demás especies del archipiélago que se cree pertenecen a psittaculini.